# De Rosa (azienda)
La De Rosa è un'azienda produttrice di biciclette, fondata nel 1953 a Milano da Ugo De Rosa e divenuta celebre negli anni '60 e '70 per la produzione di biciclette da corsa per le squadre professionistiche più in voga del tempo.
Nel corso degli anni, infatti, la De Rosa ha equipaggiato e sponsorizzato team come la Max Meyer di Gastone Nencini, la Sanson di Gianni Motta, la Faema e la Molteni di Eddy Merckx, la Filotex di Francesco Moser, la Sammontana di Moreno Argentin e Gianbattista Baronchelli, l'Ariostea, la C & A e la Fiat France.
In anni più recenti la De Rosa ha legato il proprio marchio a formazioni come l'Alessio (2000-2003), l'Acqua & Sapone (2006-2009), la LPR (2008-2009), la Carmiooro-N.G.C. (2009-2010), l'Utensilnord (2010-2013) e la Nippo-Vini Fantini (dal 2012). Attualmente è fornitore ufficiale dei team Bardiani CSF e Bingoal WB, della categoria UCI ProTeam.